# Sophia Kircher
Sophia Kircher (ur. 4 maja 1994 w Innsbrucku) – austriacka polityk, ekonomistka i działaczka samorządowa, wiceprzewodnicząca landtagu w Tyrolu, deputowana do Parlamentu Europejskiego X kadencji.

## Życiorys
Ukończyła szkołę średnią w rodzinnej miejscowości, a w 2017 studia z zakresu ekonomii międzynarodowej na Uniwersytecie Leopolda i Franciszka w Innsbrucku. W latach 2014–2015 kształciła się na Brock University. Pracowała w biurze młodzieżówki Austriackiej Partii Ludowej oraz w zespole Sebastiana Kurza. Później zawodowo związana z branżą marketingową. Działaczka Junge ÖVP, w 2018 stanęła na czele tej organizacji w Tyrolu, a w 2021 została wiceprzewodniczącą jej struktur federalnych. W 2022 powołana na wiceprzewodniczącą Austriackiej Partii Ludowej w Tyrolu. W 2023 objęła funkcję pierwszej wiceprzewodniczącej YEPP (młodzieżówki Europejskiej Partii Ludowej).
W 2018 po raz pierwszy zasiadła w tyrolskim landtagu; w 2022 wybrana na kolejną kadencję krajowego parlamentu. W 2021 została pierwszą wiceprzewodniczącą tego gremium. W wyborach w 2024 uzyskała mandat deputowanej do PE X kadencji.